# Sergej Paradžanov
Sergej Paradžanov (arménsky: Սերգեյ Փարաջանով; rusky: Серге́й Ио́сифович Параджа́нов; gruzínsky: სერგო ფარაჯანოვი; ukrajinsky: Сергій Йо́сипович Параджа́нов; anglickým přepisem: Sergei Parajanov) (9. ledna 1924, Tbilisi – 20. června 1990, Jerevan), považovaný za jednoho z největších géniů kinematografie 20. století, byl sovětsko-gruzinsko-arménsko-ukrajinský filmový režisér a scenárista. Nositel Národní ceny Ukrajiny Tarase Ševčenka z roku 1991.

## Filmografie (výběr)
- Stíny zapomenutých předků (Tini zabutych predkiv, 1964, založený na novele Mychajla Kocjubynského)
- Barva granátového jablka (Sayat Nova, 1969)
- Legenda o suramské pevnosti (Ambavi Suramis cichisa, 1984)
- Ašik Kerib (Ašiki Keribi, 1988)